# CALL/I4U
「CALL/I4U」（コール/アイフォーユー）は、日本の音楽グループAAAの29枚目のシングル。2011年8月31日にavex traxから発売された。

## 概要
- ベストアルバム『#AAABEST』の先行シングル。前作「No cry No more」から約2か月ぶりの発売となる。
- 本シングルより、與と末吉もメインヴォーカルになり、シングルA面曲では原則として全員にソロパートが割り当てられるようになった。
- ジャケットCのみ、「CRAZY GONNA CRAZY」のニューバーションが収録されている。
- ジャケットDのみ、『劇場版 テニスの王子様 英国式庭球城決戦!』書き下ろしジャケット仕様。
- 24枚目のシングル「逢いたい理由/Dream After Dream 〜夢から醒めた夢〜」から31枚目のシングル「SAILING」の全表題シングルの楽曲提供は小室哲哉であるが、このシングルの楽曲提供は小室ではない。
- 第53回日本レコード大賞「優秀作品賞」受賞曲である。
- 第62回NHK紅白歌合戦で披露された曲である。

## 収録内容

### ジャケットA
CD
1. CALL [4:19]
（作詞：Kenn Kato / Rap詞：Mitsuhiro Hidaka / 作曲：Masanori Takumi / 編曲：ats-）
2. I4U [4:45]
（作詞：Yusuke Toriumi / Rap詞：Mitsuhiro Hidaka / 作曲：Jam9, ArmySlick / 編曲：ArmySlick）
3. CALL (Instrumental) [4:19]
4. I4U (Instrumental) [4:42]

DVD
1. CALL (Music clip)
ミュージックビデオ監督はスミス。
2. CALL (Music Clip Making part.1)

### ジャケットB
CD
1. CALL [4:19]
2. I4U [4:45]
3. CALL (Instrumental) [4:19]
4. I4U (Instrumental) [4:42]

DVD
1. CALL (Music Clip Making part.2)
2. え〜パンダ?!

### ジャケットC
1. CALL [4:19]
2. I4U [4:46]
3. CRAZY GONNA CRAZY [5:56]
4. CALL (Instrumental) [4:19]
5. I4U (Instrumental) [4:44]
6. CRAZY GONNA CRAZY (Instrumental) [5:48]

### ジャケットD
1. I4U [4:44]
2. CALL [4:21]
3. I4U (Instrumental) [4:44]
4. CALL (Instrumental) [4:18]

### mu-moショップ限定盤A
1. CALL
2. I4U
3. Think about AAA 5th Anniversary〜season 10〜

### mu-moショップ限定盤B
1. CALL
2. I4U
3. Think about AAA 5th Anniversary〜season 11〜

## タイアップ
| 曲名 | タイアップ                                                                               |
| ---- | ---------------------------------------------------------------------------------------- |
| CALL | イトーヨーカドー「ボディヒーター」TVCMソング                                             |
| I4U  | 「劇場版 テニスの王子様 英国式庭球城決戦!」主題歌 イトーヨーカドー「good day」TVCMソング |